# Guillaume Rollin
Pour les articles homonymes, voir Rollin.
Guillaume Rollin ou Rolin, né en août 1411 à Paris, et mort le 15 mai 1488 à Autun, est un aristocrate bourguignon, puis français, chambellan du roi Louis XI. 

## Biographie
Troisième, et avant-dernier enfant de Nicolas Rolin et de Marie des Landes, il est le frère cadet du cardinal Jean V Rolin, abbé de l'abbaye de Saint-Martin d'Autun, et le demi-frère de Antoine Rollin. Il est armé chevalier par le duc Philippe le Bon en 1452 devant Rupelmonde.
Seigneur de Beauchamp en Saône-et-Loire de Savoisy en Côte-d'Or, il fut ambassadeur de Bourgogne auprès du roi Charles VII et conseiller et chambellan de Louis XI. Le 29 mars 1442, il épouse Marie de Lévis-Cousans, dame de Bragny-sur-Saône (dans l'actuelle Saône-et-Loire), fille de d'Eustache de Lévis, seigneur de Florensac, et d'Alix de Damas. Elle lui donna quatre enfants : Colette, Marguerite, François et Isabeau. Sa succession est réglée le 7 janvier 1490 et elle teste le 12 novembre 1490.